# Synode van Diamper

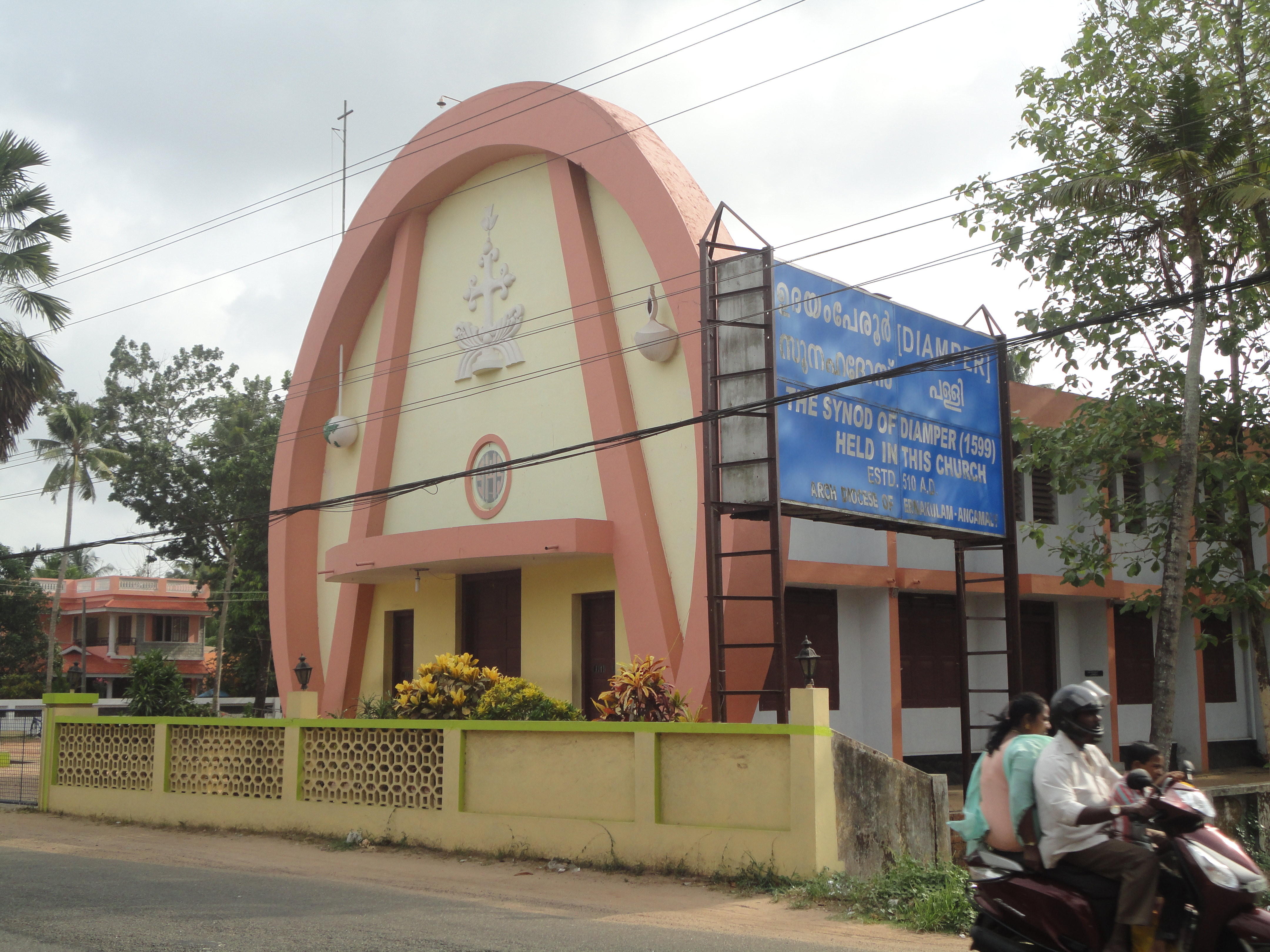
Kerk waar in 1599 de Synode van Diamper gehouden zou zijn

De Synode van Diamper, in juni 1599 gehouden te Udayamperoor (Kerala, India) onder leiding van Aleixo de Menezes, aartsbisschop van Goa, unieerde de Thomaschristenen met de Katholieke Kerk en verbrak hun banden met de Assyrisch-Nestoriaanse Kerk.
Wijzigingen in de liturgie naar westers model werden ingevoerd, waardoor de oude Malabar-ritus, ontstaan uit de Chaldeeuwse ritus, verloren ging ten gunste van de Latijnse ritus.
In 1653 verzette een groep Thomaschristenen zich tegen het gezag van de Portugese bisschoppen en de Jezuïet-missionarissen en benoemde – alhoewel ze behoorden tot de Oost-Syrische liturgie – een bisschop van de Syrisch-Orthodoxe Kerk van Antiochië van West-Syrische traditie, namelijk Mar Gregorius. Zo ontstond de Malankaarse Syrisch-Orthodoxe Kerk, een van de oriëntaals-orthodoxe kerken.
Een andere groep christenen wenste geünieerd met Rome te blijven en vormde de Syro-Malabar-katholieke Kerk.
In de jaren twintig van de twintigste eeuw ontstond uit de Malankaarse Syrisch-Orthodoxe Kerk een nieuwe, met Rome geünieerde, kerk: de Syro-Malankara-katholieke Kerk.